# 史密斯島 (馬里蘭州)
史密斯島（英語：Smith Island）是位於美國馬里蘭州薩默塞特縣的一個普查規定居民點。

## 人口
根據2020年美國人口普查的數據，史密斯島的面積為23.77平方千米，當中陸地面積為11.27平方千米，而水域面積為12.50平方千米。當地共有人口202人，而人口密度為每平方千米8.5人。